# Eubalaena glacialis
Eubalaena glacialis (південний кит звичайний) — вид морських ссавців родини китові (Balaenidae).

## Зовнішність
Їх легко відрізнити від інших китів по мозолі на голові, широкій спині без спинного плавника та довгому вигнутому роті, який починається над оком. Тіло кита темно-сіре або чорне, іноді з білими плямами на животі. Мозолі з'являються через великі колонії китових вошей. Дорослі Eubalaena glacialis в середньому 13–16 м довжиною і важать приблизно від 40 000 до 70 000 кг. Самиці більші за самців. Сорок відсотків ваги тіла кита — це жир відносно низької щільності.

## Поширення, поведінка
Кит північної Атлантики, що вживає в їжу в основному веслоногих рачків та інших дрібних безхребетних, повільно ковзаючи через ділянки концентрованого видобутку на рівні або нижче поверхні. Є мало даних про їхнє життя, але, як вважають, вони живуть принаймні п'ятдесят років, а деякі з них можуть жити понад сто років.

## Відтворення
Вони вперше народжують у віці дев'яти або десяти років після річної вагітності. Китята при народженні 4,0–4,6 м в довжину і важать близько 1400 кг.